# Schutters van het vendel van kapitein Abraham Boom en luitenant Oetgens van Waveren
Schutters van het vendel van kapitein Abraham Boom en luitenant Oetgens van Waveren is een schilderij van Nicolaes Lastman en Adriaen van Nieulandt.

## Personen
De man in het zwart naast de vaandrig is kapitein Abraham Boom. De persoon recht naast de vaandrig is luitenant Antonie Oetgens van Waveren. De vaandrig zelf is Jacob Jansz Fortuyn. De derde schutter van links is Willem Cornelisz Backer en de tweede schutter van rechts is Ferdinand van Schuylenburg.